# In the Heart of the Machine
In the Heart of the Machine (en búlgaro: В сърцето на машината) es una película de suspenso dramática búlgara de 2022 dirigida por Martin Makariev a partir de un guion coescrito con Boby Zahariev. La película cuenta con un elenco que incluye a Alexander Sano, Hristo Shopov, Igor Angelov, Ivaylo Hristov, Julian Vergov, Hristo Petkov, Stoyan Doychev, Vladimir Zombori y Bashar Rahal.
La película ganó el premio a la Mejor Película en el Festival de Cine de la Rosa de Oro de 2021 y en el Festival de Cine de Sofía de 2022. Fue seleccionada como la entrada búlgara a la Mejor Película Internacional en la 95.ª edición de los Premios Óscar.

## Argumento
En 1978, Bohemy, un joven preso que sirve en la Prisión Central de Sofía, tiene la oportunidad de acortar su sentencia si reúne un equipo para duplicar la producción durante su trabajo en la planta de Kremikovtsi . Reúne un equipo compuesto por Hatchet, un terrible doble asesino, el problemático criminal Needle, el anciano Teacher y el gitano Krasy. Sus problemas comienzan cuando el Hacha se niega a encender su torno porque una paloma está atrapada en su interior. A pesar de que el Capitán Vekilsky, el director de la planta, le ordena que encienda el torno, Hacha se niega categóricamente, toma como rehén al director novato Kovachky y anuncia que no comenzará a trabajar hasta que la paloma sea rescatada.
La situación se intensifica rápidamente y se vuelve cada vez más complicada después de que llegan más guardias y el Maestro muere en un intento de negociar con ellos. Poco a poco, los prisioneros se dan cuenta de que la única forma de lidiar con la situación es rescatar al pájaro como desea Hacha.

## Reparto
- Alexander Sano como Bohemia
- Hristo Shopov como El coronel Radoev
- Igor Angelov como Satura/el Hacha
- Ivaylo Hristov como Daskala/El maestro
- Julian Vergov como Capitán Vekilsky
- Hristo Petkov como Iglata/La Aguja
- Stoyan Doychev como Krasy/El gitano
- Vladimir Zombori como soldado Kovachky
- Bashar Rahal como Capitán Kozarev

## Lanzamiento
La película se estrenó el 26 de septiembre de 2021 en el 39.ª edición del Festival de Cine Golden Rose y se estrenó en los cines el 18 de marzo de 2022.

## Reconocimientos
| Premio                             | Fecha de la ceremonia    | Categoría          | Destinatarios               | Resultado | Ref(s) |
| ---------------------------------- | ------------------------ | ------------------ | --------------------------- | --------- | ------ |
| Festival de Cine de la Rosa Dorada | 29 de septiembre de 2021 | Mejor Largometraje | In the Heart of the Machine | Ganadora  | [ 3 ]  |
| Festival de Cine de la Rosa Dorada | 29 de septiembre de 2021 | Mejor guion        | Boby Zahariev               | Ganador   | [ 3 ]  |
| Festival de Cine de Sofía          | 21 de marzo de 2022      | Mejor Largometraje | In the Heart of the Machine | Ganadora  | [ 4 ]  |